# Блаженчук Володимир Іванович
Володимир Іванович Блаженчук (нар. 7 вересня 1945, село Холопичі, тепер Локачинського району Волинської області — 2 листопада 2019, місто Луцьк Волинської області) — український радянський партійний діяч, 1-й секретар Волинського обласного комітету КПУ, представник Президента України у Волинській області. Член ЦК КПУ в 1990—1991 роках.

## Біографія
З 1959 року — колгоспник колгоспу «Батьківщина» Локачинського району Волинської області. Закінчив Горохівський сільськогосподарський технікум.
Член КПРС з 1966 року.
До 1973 року — завідувач відділу Горохівського районного комітету ЛКСМУ Волинської області, інструктор, заступник завідувача відділу Волинського обласного комітету ЛКСМУ, 1-й секретар Локачинського районного комітету ЛКСМУ Волинської області.
Освіта вища. Закінчив Луцький державний педагогічний інститут імені Лесі Українки та Вищу партійну школу при ЦК КПУ.
У 1973—1978 роках — 1-й секретар Волинського обласного комітету ЛКСМУ.
У 1978—1979 роках — 2-й секретар, а в квітні 1979—1983 роках — 1-й секретар Іваничівського районного комітету КПУ Волинської області.
У 1983—1986 роках — 1-й секретар Ковельського міського комітету КПУ Волинської області.
У 1986—1987 роках — завідувач відділу організаційно-партійної роботи Волинського обласного комітету КПУ.
4 липня 1987 — 25 травня 1990 року — 2-й секретар Волинського обласного комітету КПУ.
9 квітня 1990 — січень 1991 року — голова Волинської обласної ради народних депутатів.
25 травня — 1 грудня 1990 року — 1-й секретар Волинського обласного комітету КПУ.
У січні 1991 — березні 1992 року — голова Волинської обласної ради народних депутатів та обласного виконавчого комітету.
20 березня 1992 — квітень 1994 року — представник Президента України у Волинській області.
У квітні 1994 — листопаді 1998 року — Генеральний консул України в місті Гданську (Республіка Польща). З листопада 1998 року — радник посольства України в Республіці Грузія.
Потім — на пенсії у місті Луцьку. Був керівником Волинської обласної організації ВГО «Союз споживачів України», секретарем Координаційної ради з питань захисту споживачів Волинської облдержадміністрації.
Помер 2 листопада 2019 року в Луцьку.

## Нагороди
- орден «За заслуги» III ступеня (.12.2014)[3]
- ордени
- медалі